# Università di Montréal
L'Università di Montréal (in francese Université de Montréal) è un'università in lingua francese, uno dei quattro atenei della città di Montréal, principale città della provincia canadese del Québec. Comprende tredici facoltà, oltre sessanta dipartimenti e due scuole affiliate, l'École Polytechnique (politecnico) e l'HEC Montréal (scuola di management). Si tratta della maggiore istituzione nel campo della ricerca scientifica in Québec e una delle maggiori in tutto il Canada.
L'Università di Montréal è stata fondata nel 1878, ed attualmente accoglie oltre 55.000 studenti e vanta un personale di circa 10.000 dipendenti. Le sue squadre sportive prendono il nome di Montréal Carabins.
All'università è affiliato l'Istituto di Cardiologia di Montréal, ospedale specializzante nelle cure, nella ricerca, nell'insegnamento e nella prevenzione delle malattie del cuore.
Sotto il suo campus è situata la stazione omonima della metropolitana di Montréal.